# 瀬門村
瀬門村（せとむら）は、かつて愛知県幡豆郡にあった村である。
現在の西尾市吉良町の一部（吉良町寺島・吉良町岡山・吉良町木田・吉良町瀬戸・吉良町小牧など）に該当する。

## 歴史
- 1878年（明治11年） - 岡山村と尾崎新田が合併し、岡山村となる。
- 1889年（明治22年）10月1日 - 瀬戸村、岡山村、小牧村、木田村、寺島村が合併し、瀬門村が発足。
- 1906年（明治39年）5月1日 - 横須賀町、荻原村、富田村、厨村と合併し、横須賀村発足。同日瀬門村は廃止。